# Fayez al-Tarawneh
Fayez al-Tarawneh (em árabe: فايز الطراونة), (Amã, 1 de maio de 1949 - Amã, 15 de dezembro de 2021) foi um político e diplomata jordano independente que foi primeiro-ministro de 20 de agosto de 1998 a 4 de março de 1999, e de 2 de maio a 11 de outubro de 2012. Foi chefe da Corte Real da Jordânia. Foi nomeado senador em 2003.
Tarawneh foi embaixador nos Estados Unidos e dirigiu a delegação jordana encarregada das negociações de paz com Israel em 1994. Posteriormente foi nomeado primeiro-ministro.